# Kadar se utrga oblak
Kadar se utrga oblak je leta 1936 izdana tridejanska drama Joke Žigona. Premiera v Narodnem gledališču v Ljubljani 30. novembra 1936, igrana tudi v Škofji Loki, v Kranju, na Ježici, v mariborskem gledališču. Večkrat uprizorjena tudi po vojni.

## O drami
Pisatelj pravi, da se dejanje godi »med današnjim trškim polumeščanstvom na Slovenskem«, imena oseb in krajevne razmere pa točno določeno kažejo na gorenjsko stran Polhograjskih dolomitov, na Poljansko dolino, kjer so občasne vremenske katastrofe že večkrat prinesle gospodarske nesreče. Slednje reflektirajo takratni čas, vendar je ibsenski paralelizem, ki celo naravno katastrofo prenese v povračilno misel, češ da se vsaka krivica dosledno maščuje, povzet iz simbolistične dramaturgije in časovno zapoznel. Prikazano je, kako na nenaravnih gospodarskih in ljubezenskih razmerah postavljena družina razpade prav takrat, ko se v grešniku oglaša volja, da bi popravil krivice, in kako človek šele po največjih nesrečah ter popolnem maščevanju pravice spet svobodno zadiha.

## Vsebina
Glavna oseba je trški veljak in lesni trgovec Jakob Kalan, ki se pridobil veliko domačijo in industrijo samo tako, da je brezobzirno uveljavljal svojo voljo. Tudi njegova ženitev je bila bolj nasilje kakor ljubezen, ker je vzel nevesto bajtarskemu sinu Tomaževemu Andreju. Žena Ana se je sicer vdala v svojo usodo, vendar Andreja ni pozabila. Gospodarska stiska in dolgovi Kalana zadenejo prav takrat, ko kaže, da se bo rešil poloma; ko se utrga oblak, mu povodenj uniči vse nezavarovano imetje. Gospodarsko nesrečo napoveduje že več dni trajajoče deževje in podrobno prikazovanje razmer v Kalanovih podjetjih. Elektrarna stoji na slabo zavarovanem kraju, jez pri žagi ima vrzeli in sin Lojze zaman opozarja očeta, da je treba začeti s popravili. Kalan je navidez trmast, v resnici pa tako zadolžen, da ne ve, kje bi dobil denar za popravilo. Prvi Kalanov žagar Andrej je sin tistega Tomaža, ki mu je Kalan na silo vzel bajto, da je ta mogel zidati svojo elektrarno. Ko se je Andrej vrnil s tujega, kamor je odšel zaradi nesrečne ljubezni, je ostal brez doma; nejevoljno je prevzel službo na Kalanovi žagi in mislil na maščevanje. Njegova hči Lenka in Kalanov Lojze se na skrivaj ljubita, pa tudi Kalan sam je Lenko namenil Lojzetu, da popravi krivico, strojeno Andreju. Temu pa se upre Kalanova žena, saj samo ona ve, da sta Lojze in Lenka v resnici brat in sestra. Lojze je Andrejev sin, vendar tega tudi sam ni vedel. Ana mu to v svoji duševni stiski razodane, Andreja pa zgrabi vest, ko se spomni, da je pri jezu na žagi zanalašč zamašil pretok; hiti reševat žago, pri tem pade v vodo in se smrtno ponesreči. Jez se zruši in povodenj odnese tudi elektrarno. Andrej umre, Lenka v obupu plane v vodo. Naposled žena tudi možu prizna resnico. Bila je preslabotna in strahopetna, zato je veliko trpela. Kalan bridko prizna: »Jaz pa sem hotel poravnati na naših otrocih, kar ni bilo prav med nami, dati jim, kar je bilo nam odvzeto! Ana, zdaj vem: od vsega začetka so bile preklete moje stopinje! Tako neizmerno sem želel popraviti storjeno! Zaman. Preteklost me je potegnila navzdol. Kadar se utrga oblak, je prepozno!«